# إمارة آل بريك
إمارة آل بريك  هي إمارة قامت في منطقة حضرموت شرق اليمن في الفترة ما بين عامي 1751 و1866م وكانت عاصمتها مدينة الشحر الحضرمية.
أسسها الأمير ناجي بن عمر بن بريك. أساس الحكم وراثي من الأب إلى الأكفأ إلى الأولاد وهي من أشهر الإمارات في حضرموت.

## الأمراء

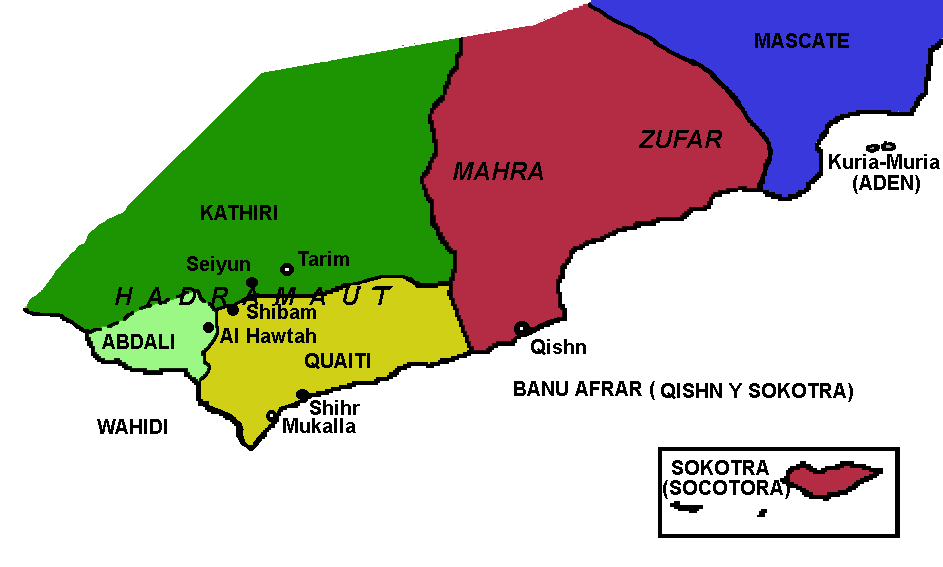
خريطة و وثيقة بريطانية توضح قبائل و سلاطين محمية عدن الشرقية ما بين (1886 إلى 1959).

| قائمة الأمراء        | فترة الحكم      |
| -------------------- | --------------- |
| ناجي بن عمر بن بريك  | 1165هـ - 1193هـ |
| علي بن ناجي بن بريك  | 1193هـ - 1220هـ |
| حسين بن ناجي بن بريك | 1220هـ - 1223هـ |
| ناجي بن علي بن بريك  | 1223هـ - 1242هـ |
| علي بن ناجي بن بريك  | 1242هـ - 1283هـ |

### ناجي بن عمر
ناجي بن عمر (مؤسس الإمارة) 1165 هـ- 1193هـ هو مؤسس إمارة آل بريك في الشحر اشتهر بالحكمة والشجاعة وتقرب إلى الناس وعاملهم بإحسان حتى أحبوه وقد حالف هذا الأمير قبائل الحموم واستطاع إخضاع معارضيه من فخائذ يافع الأخرى المتصارعة في الشحر حتى استقرت له الشحر ومحيطها توفي هذا الأمير سنة 1193هـ.

### علي بن ناجي بن عمر
علي بن ناجي بن عمر (القحوم) 1193هـ - 1220هـ خلف أباه في الإمارة ولقب بالقحوم،[بحاجة لمصدر] وقد قام عليه محسن بن جابر بن همام ومعه آل همام يافع حضرموت [بحاجة لمصدر] وآل عمر باعمر العوابثة (بن بريك وهم إخوة آل بريك المقيمين في شبوة وجدهم محمد بن بريك) [بحاجة لمصدر]). استطاع الأمير أن يهزم مخالفيه وأن يجليهم من الشحر وقد ذكر صاحب إدام القوت أنه في زمن هذا الأمير ظهر أن القاضي سعيد بن عمر بن طاهر كان يعمل الأسحار فقام الأمير بإغراقه في بالوعة قذرة حتى مات توفي هذا الأمير سنة 1220ه.

### حسين بن ناجي بن عمر
حسين بن ناجي بن عمر 1220ه-1223هـ خلف أخاه في الإمارة عرف عنه الزهد وعدم الرغبة في الحكم، فتنازل عن منصبه سنة 1223هـ لصالح ابن أخيه.

### ناجي بن علي بن ناجي
ناجي بن علي بن ناجي 1223ه-1242هـ خلف عمه في الحكم واشتهر بالقوة والحزم وغيرته الشديدة على شعائر الإسلام[بحاجة لمصدر]
في زمنه زادت المناوشات بين آل بريك وآل كساد أمراء المكلا واستمرت فترة من الزمان وفي سنة 1242هـ وعلى أثر خلاف بين الأمير ناجي وبقية آل بن بريك ترك الأمير ناجي الشحر وغادر إلى مسقط بمعية النقيب عبد الرب الكسادي ومات ودفن بالقرب من قرية سداب في مسقط سنة 1243هـ.

### علي بن ناجي بن علي
علي بن ناجي بن علي 1242هـ-1283هـ خلف أباه في الإمارة في زمن هذا الأمير تحديدا سنة 1267ه وقعة معركة مرير المشهورة والتي استطاعت فيها إمارة آل بريك ومعهم إمارة آل كساد من هزيمة السلطنة الكثيرية وحلفائهم من الأتراك وسيبان وآل عمودي والقبائل الأخرى، وقد ذكر البكري أن عدد القتلى في هذه الوقعة تجاوز الألف نفس وفي سنة 1283هـ هاجم السلطان غالب بن محسن الكثيري الشحر ومعه ثلاثة آلاف جندي من آل كثير وغيرهم، واستطاع هذا الجيش أن يستولي على الشحر ويسقط إمارة آل بريك، وخرج الأمير علي بن ناجي إلى المكلا ولكن الكسادي لم يمكنه من النزول إليها معتذرا بأنه لا يصلح سيفان في جفير. عندئذ ذهب الأمير علي إلى يشبم عند الشيخ محسن بن فريد العولقي وأقام عنده عاما وقد عاد الأمير علي بن ناجي إلى الشحر بعد أن انتزعتها السلطنة القعيطية وإمارة آل كساد من تحت حكم السلطنة الكثيرية، وكان آنذاك المسيطر على الشحر هو الأمير عبدالله بن عمر القعيطي الذي قام بإكرام الأمير علي بن ناجي واحتفى به، ولكن سرعان ما عادت فكرة الإمارة تراود الأمير علي بن ناجي فخرج إلى عدن ومنها إلى لحج التي توفي فيها فجأة يوم 20 ربيع الأول عام 1292هـ.

## إخوانهم في شبوة
«إخوانهم آل بريك في شبوة»، وقد ذكر المؤرخ صالح الحامد العلوي في كتابه تاريخ حضرموت أن بريك جدّ آل بريك في شبوة مِنهم أُمراء الشحر وهجرتهم كانت من شبوة إلى حريضة واستقروا في حريضة حتى جاء السيد عمر بن عبد الرحمن العطاس جدّ آل عطاس ونصح أحمد بن عمر بن بريك بأن يخرج من ماله كله الذي جمعه من الرّبا ودعا بأن يخلف الله له وأمره بالزواج فتزوج من امرأة من الجعده فولدت له عُمر وسالم فتزوج عُمر من بنت جميجم من سُكان حريضة فأنجبت له سبعة رجال وهم ناجي وسعيد ومرعي وأحمد وجابر وشيخان، فلما كبروا انتقلوا إلى الساحل حتى أزاحوا يافع من الشحر والغيل السيد باحسن وادي خرد قرب الشحر حتى أثار ذلك حفيظة يافع في الجبل فتجهز مِنهُم ألف ومِئتين رجُل لمحاربة آل بريك بهدف طردهم من الشحر إلا أنهم رجعوا بغير طائل.
وذكر المؤرخ القديم ابن جندان في كتابة الدر والياقوت أن آل بريك سُكان حريضة مشائخ علم وذكر أنهم يزنيين أي ينتسبون إلى الملك سيف بن ذي يزن، ومن المعلوم أن سُكان شبوة «يزنيين» ومن مشائخ العلم.
وذكر المستشار هارولد إنجرامز وهو الحاكم البريطاني لحضرموت في كتابة حضرموت أن آل بريك حكموا شبوة والشحر.
وذكر السيد جون فيلبي مستشار الملك عبدالعزيز آل سعود في كتاب بنات سبأ بعد زيارته لآل بريك في شبوة، ذكر أنهُ من المؤكد أن العشيرة قد تمتعت ذات يوم بفترة من السلطان والنفوذ الزمني، وكانت الشحر الميناء البحري المهم تخضع لحكم أحد أفرادها قبل الاحتلال الكثيري لها الذي دام فترة قصيرة.
وفي كتاب دائرة المعارف الإسلامية 1927 الذي قام بتأليفه مجموعة من أشهر العُلماء والمؤرخين الغرب، ذكر آل بريك في شبوة، وذكر أنهُ يوجد فرع منهم في الشحر.